# Brossac
Brossac je naselje in občina v zahodnem francoskem departmaju Charente regije Poitou-Charentes. Leta 2006 je naselje imelo 564 prebivalcev.

## Geografija
Kraj leži v pokrajini Angoumois 52 km jugovzhodno od Cognaca. Na ozemlju občine severno od kraja izvira 31 km dolga reka Palais. V bližini, na robu gozda Double saintongeaise, se nahaja jezero L'étang Vallier.

## Uprava
Brossac je sedež istoimenskega kantona, v katerega so poleg njegove vključene še občine Boisbreteau, Châtignac, Chillac, Guizengeard, Oriolles, Passirac, Saint-Félix, Saint-Laurent-des-Combes, Sainte-Souline, Saint-Vallier in Sauvignac z 2.166 prebivalci.
Kanton Brossac je sestavni del okrožja Cognac.

## Zanimivosti
- ostanki akvedukta, rimske hiše,
- romanska cerkev Notre-Dame de Brossac.